# Metactinolaimus leloupi
Metactinolaimus leloupi är en rundmaskart. Metactinolaimus leloupi ingår i släktet Metactinolaimus och familjen Dorylaimidae. Inga underarter finns listade i Catalogue of Life.